# オロモ人

エチオピア国内におけるオロミア州の位置。オロミア州はオロモ人多数地域をそのまま州域としている

オロモ人（Oromo,ゲエズ語：ኦሮሞ）は、アフリカに住む民族のひとつ。オロモとはオロモ語で「力ある者」を意味する。エチオピア中南部のオロミア州に主に居住し、ケニア北部にも住んでいる。エチオピア最大の民族。かつてはガラ族とも呼ばれたが、ガラとは「未開の人々」を意味するアムハラ語であり蔑称にあたるため、現在では使われない。

## 現況
エチオピアにおいてオロモ人は2600万人弱の人口を抱え、人口の40%を占める。アムハラ人と並ぶエチオピアの二大民族であり、エチオピア最大の民族である。しかしながら、エチオピアにおいての支配民族は伝統的にアムハラ人であり、さらにエチオピア革命によってメンギスツ・ハイレ・マリアム軍事政権を倒したのもティグレ人が中心であったため、政治の中心から常に遠ざけられてきたという不満がオロモ人の中にはある。現政権の与党であるエチオピア人民革命民主戦線（EPRDF）にオロモ人民民主機構（OPDO）が参加し、与党内最大勢力となっているものの、首相はティグレ人民解放戦線（TPLF）のメレス・ゼナウィ（ティグレ人、故人）が握り続けており、不満は高まっている。現政府は民主主義路線をとり、さらに民族融和を意図して民族ごとの州を作ったため、オロモ・ナショナリズムが高まりを見せている。2018年、アビィ・アハメドが首相に選ばれた。アビィは、初めてオロモから出た首相である。

## 歴史
オロモ人はもともとエチオピア南部にいた小民族だったが、16世紀ごろから急速に勢力を拡大し、エチオピアの北部や南部に居住地域を広げていった。オロモ人の急拡大に対抗することのできなかったソロモン朝エチオピア帝国は衰え、群雄割拠の時代を迎えた。しかし、オロモ人は民族として統一した行動をとることはなく、中央高原から南部で半農半牧の生活を行いながら、次第に土着化していった。
19世紀中盤、ソロモン朝中興の祖といわれるテオドロス2世がアムハラを統一した際にオロモも征服され、その後はエチオピアに属し続けた。メンギスツ政権時の圧政によって各地で蜂起が続く中、オロモ人民民主機構も武装蜂起し、1991年にティグレ人のティグレ人民解放戦線が首都を制圧し、エチオピア人民革命民主戦線を結成すると、それに参加した。
1995年、民族ごとの居住地域を元にエチオピアの州が改変され、オロモ人にはオロミア州が与えられた。
2016年リオデジャネイロオリンピック男子マラソン銀メダリストであるエチオピア代表でオロモ人のフェイサ・リレサがゴールするときに政府の民族弾圧に抗議するポーズを取った。
また、リオデジャネイロパラリンピック男子1500メートルT13（視覚障害）銀メダリストのエチオピア代表タミル・デミッセもリレサと同じく抗議ポーズを取った。
2017年には、主にソマリ州に居住するソマリ人との間で散発的な衝突が断続的に生じ、9月には州境界付近を中心に百人単位の死者が生じる規模に発展した。この衝突により双方で100万人の避難民が発生している。

## 生活
オロモ人は基本的には半農半牧の民族であるが、16世紀の拡散後各地方での分化が進み、各地域で異なった生活を送るようになった。それに伴い言語の分化も進み、各所に方言が生まれている。
オロモ語はもともと文字を持たず、教育もアムハラ語中心で行われたため、現在でもオロモ語による出版物は少ない。
オロモ人の墓所では石積みの山が作られる。墓自体が祭祀の場となったり、記念物とされることはないが、有力者の墓所の場合、墓に人形が刻まれることがある。ただし一般人の場合、合葬されることが多く、墓碑銘も刻まれない。

## アディスアベバ
エチオピアの首都アディスアベバはもともとオロモ人地域の中央部に位置していたが、メネリク2世によって首都が作られ、アムハラ人をはじめとする他民族が大量に流入した。現在、アディスアベバは周囲をオロミア州に囲まれた特別地域となっている。

## 著名人
- アベベ・ビキラ - エチオピアの陸上選手。アフリカ黒人初のオリンピック金メダリスト。
- ケネニサ・ベケレ - エチオピアの陸上選手。オリンピック金メダリスト。
- ネガソ・ギダダ - エチオピア連邦民主共和国初代大統領。
- ムラトゥ・テショメ - エチオピア連邦民主共和国第3代大統領。
- アビィ・アハメド - 2018年より首相、2019年ノーベル平和賞受賞者。